# AD Almería
Az AD Almería, teljes nevén Agrupación Deportiva Almería egy mindössze tizenegy évig létező, már megszűnt labdarúgócsapat. A klubot 1971-ben alapították, 1982-ben szűnt meg. Utódja az UD Almería.

## Statisztika
| Szezon  | Osztály    | Poz. | Copa del Rey |
| ------- | ---------- | ---- | ------------ |
| 1971/72 | Regionális | —    |              |
| 1972/73 | 3ª         | 10.  |              |
| 1973/74 | 3ª         | 2.   |              |
| 1974/75 | 3ª         | 16.  |              |
| 1975/76 | 3ª         | 2.   |              |
| 1976/77 | 3ª         | 3.   |              |
| 1977/78 | 2ªB        | 1.   |              |
| 1978/79 | 2ª         | 1.   |              |
| 1979/80 | 1ª         | 9.   |              |
| 1980/81 | 1ª         | 18.  |              |
| 1981/82 | 2ª         | 18.  |              |

## Ismertebb játékosok
- Ricardo Martínez
- Severiano Pavón
- Alfonso Troisi
- Odair Caetano
- Clemente Rolón
- Eufemio Cabral
- Óscar López

## Fordítás
- Ez a szócikk részben vagy egészben  az   AD Almería című angol Wikipédia-szócikk fordításán alapul.  Az eredeti cikk szerkesztőit annak laptörténete sorolja fel. Ez a jelzés csupán a megfogalmazás eredetét és a szerzői jogokat jelzi, nem szolgál a cikkben szereplő információk forrásmegjelöléseként.